# شلبرن (ورمانت)
شلبرن، ورمانت (به انگلیسی: Shelburne, Vermont) یک شهرک نیو انگلند در ایالات متحده آمریکا است که در شهرستان چیتندن، ورمانت واقع شده‌است.

## خصوصیات
شلبرن ۱۱۶٫۳ کیلومترمربع مساحت و ۷٬۱۴۴ نفر جمعیت دارد و ۶۲ متر بالاتر از سطح دریا واقع شده‌است.